# Aulopyge huegelii
Aulopyge huegelii es una especie de peces de la familia de los
Cyprinidae en el orden de los Cypriniformes.

## Morfología
Los machos pueden llegar alcanzar los 20 cm de longitud total.

## Alimentación
Come  plantas.

## Hábitat
Es un pez de agua dulce y de clima templado.

## Distribución geográfica
Se encuentra en Europa: Croacia y Bosnia y Herzegovina.